# Embraer Phenom 100
L'Embraer Phenom 100 est un avion d'affaires très léger (very light jet) produit par Embraer au Brésil et, depuis 2011, aux États-Unis à Melbourne (Floride).

## Histoire
Le Phenom 100 est un avion d'affaires à ailes basses, à empennage en T, motorisé par deux turboréacteurs montés à l'arrière du fuselage. Le fuselage et les ailes sont constitués d'un alliage d'aluminium. Le train d'atterrissage est rentrant.
Il vole pour la première fois en juillet 2007. Il est certifié, sous le nom EMB-500, le 12 décembre 2008 par la FAA et le 24 avril 2009 par l'AESA. Les livraisons débutent en décembre 2008.
Il est motorisé par deux Pratt & Whitney Canada PW617F-E contrôlés par un FADEC et est équipé du glass cockpit Prodigy Flight Deck 100, dérivé du Garmin G1000. Le Garmin G1000 est remplacé par le Garmin G3000 sur le Phenom 100EV.
Il peut emporter 6 personnes (8 en option) dont 2 pilotes.
Un cabinet de toilette se trouve à l'arrière de la cabine. Mais, contrairement au Phenom 300, le Phenom 100 utilise un réservoir d'eaux usées portable qui doit être retiré depuis l'intérieur de la cabine pour être vidangé et rincé.
Le Phenom 100 est assemblé au Brésil ou, depuis le numéro de série 50000255, aux États-Unis à Melbourne (Floride).

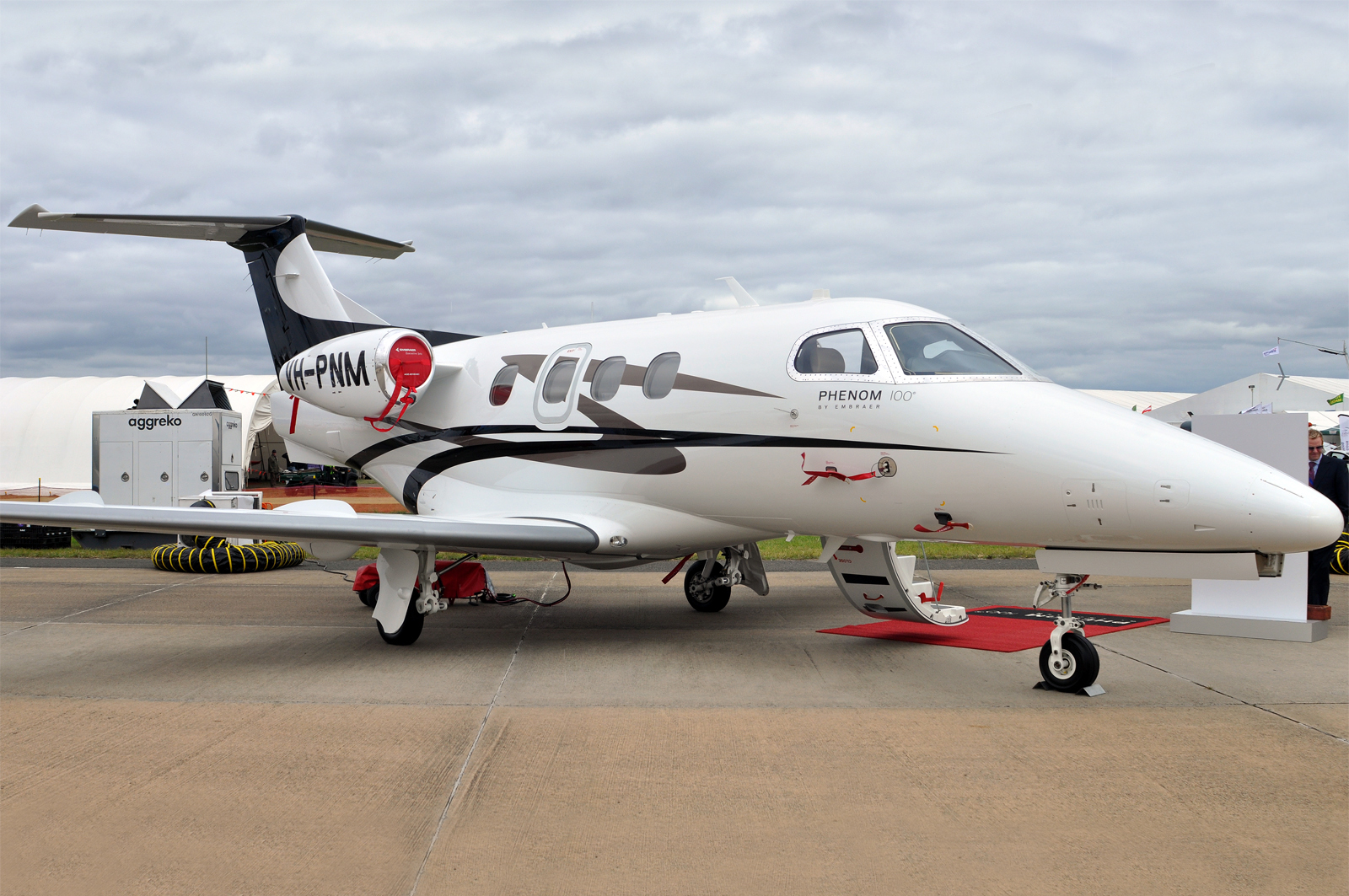
Phenom 100
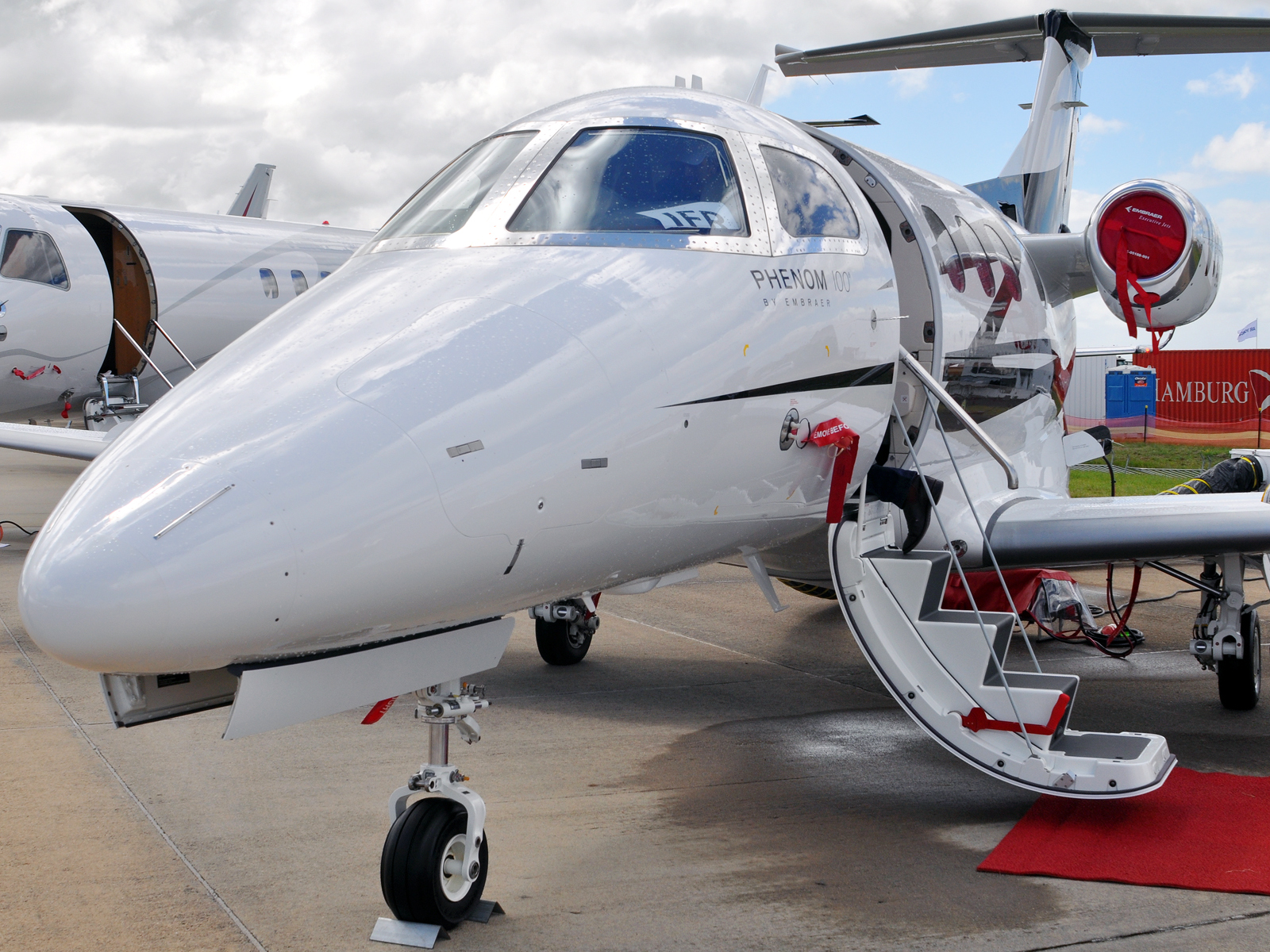
Accès à bord
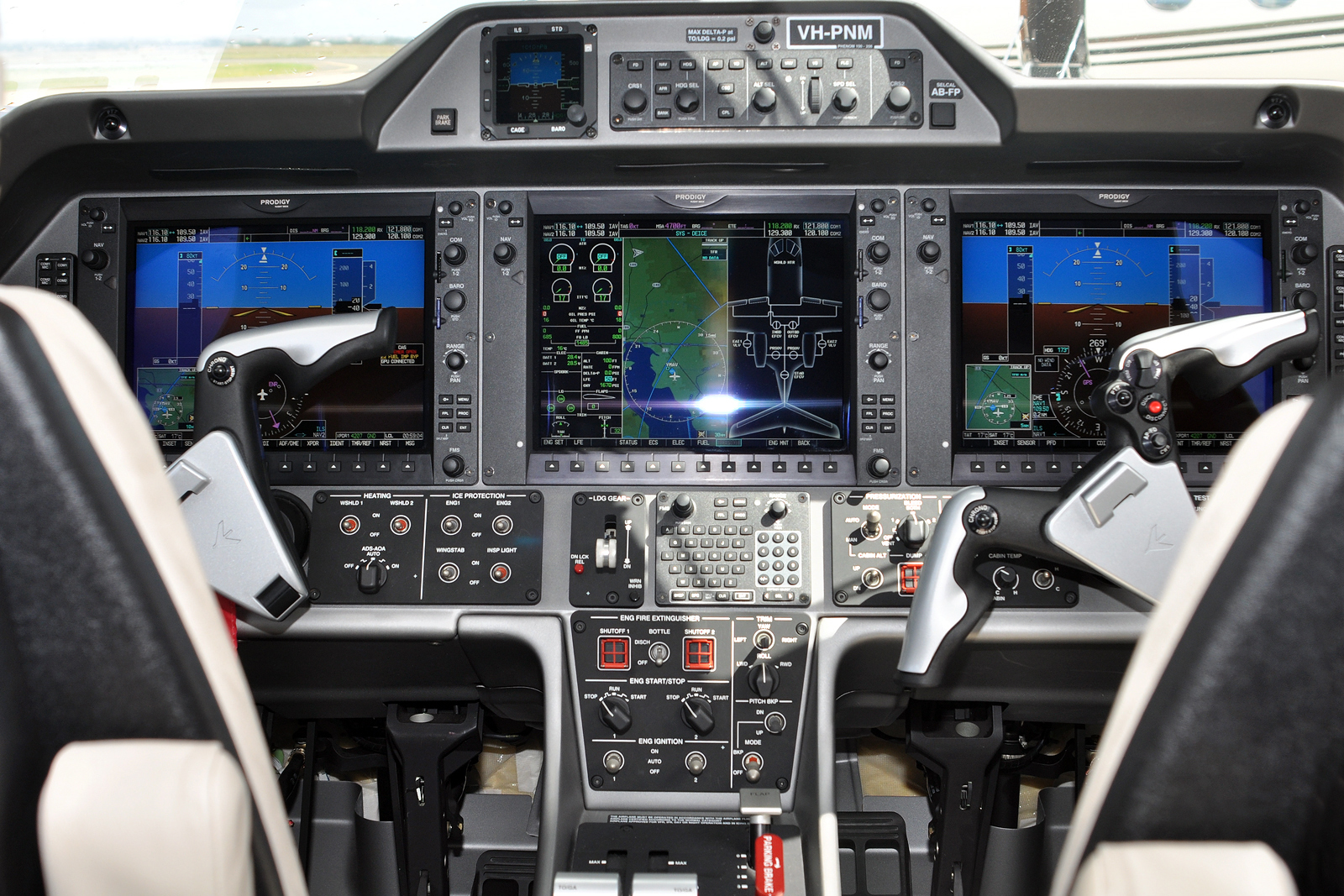
Cockpit
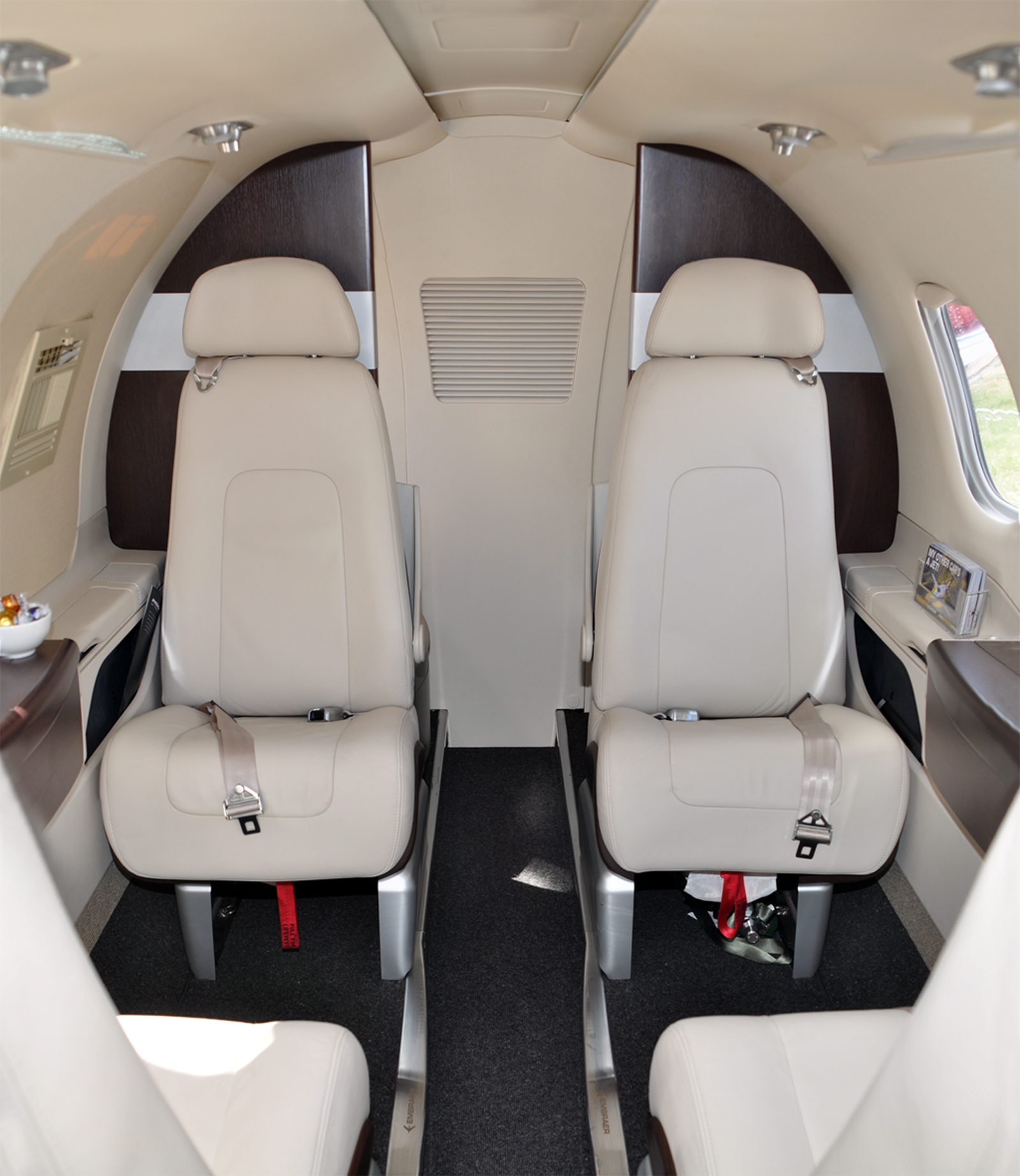
Cabine

## Modèles

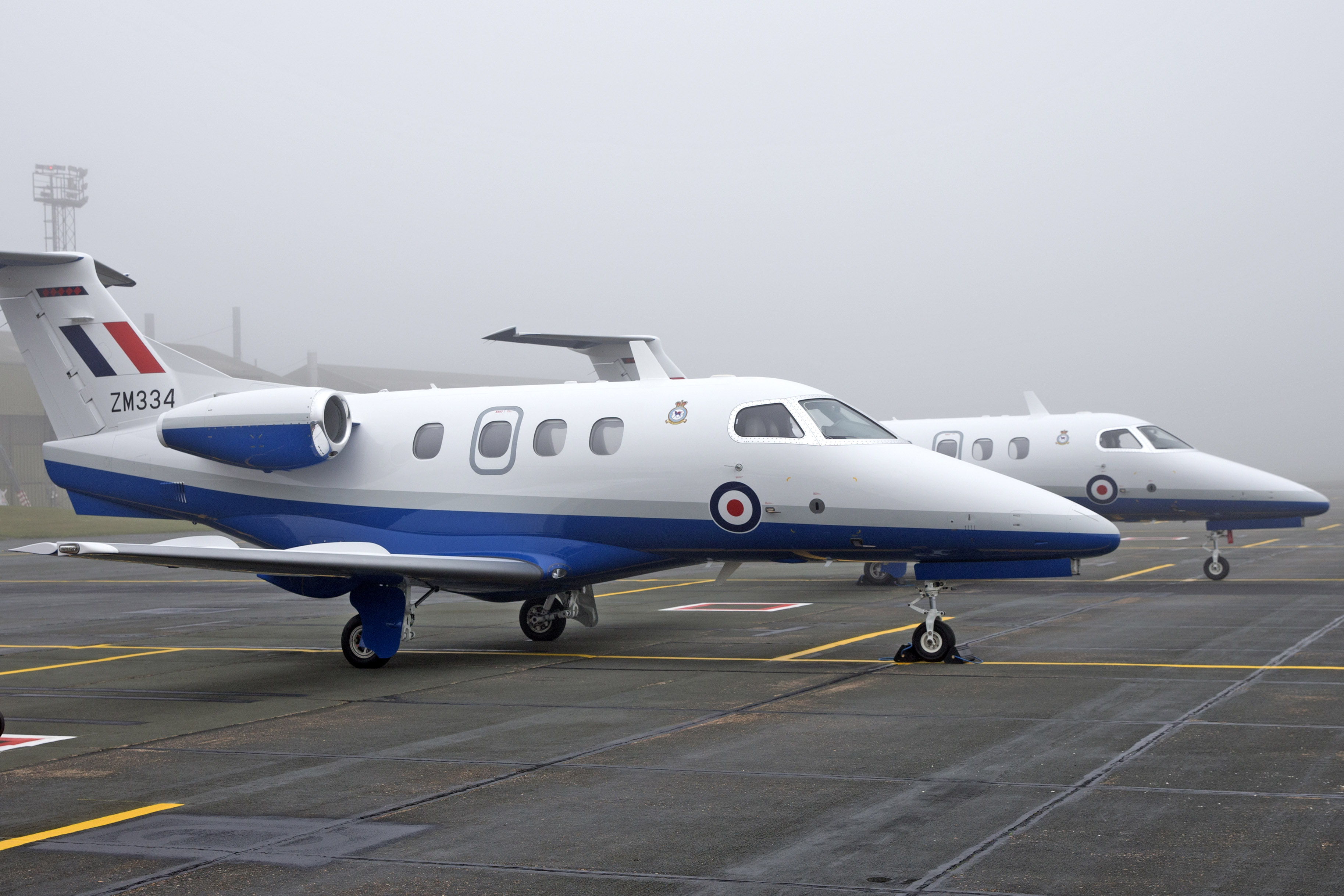
Phenom T1 de la Royal Air Force

Phenom 100
Modèle initial de 2008.
Phenom 100E
Le Phenom 100E a été introduit en 2013 avec l'ajout de spoilers.
Phenom 100EV
Le Phenom 100EV a été introduit en 2017. Cette version est équipée du Garmin G3000 et du moteur PW617F1-E produisant plus de poussée que le PW617F-E.
Phenom 100EX
Introduit en 2023 avec une avionique améliorée notamment avec le Runway Overrun Awareness and Alerting System (ROAAS), pour prévenir et éviter les sorties de piste à l'atterrissage. Ce système est installé sur le Phenom 300E depuis 2020.
U-100
Désignation par la Force aérienne brésilienne qui l'utilise depuis octobre 2019.
T1
Désignation par la Royal Air Force qui l'utilise pour la formation de ses pilotes depuis 2018.

## Livraisons
(Source GAMA )
| Année      | 2008 | 2009 | 2010 | 2011 | 2012 | 2013 | 2014 | 2015 | 2016 | 2017 | 2018 | 2019 | 2020 | 2021 | 2022 | 2023 | 2024 | Total |
| ---------- | ---- | ---- | ---- | ---- | ---- | ---- | ---- | ---- | ---- | ---- | ---- | ---- | ---- | ---- | ---- | ---- | ---- | ----- |
| Livraisons | 2    | 97   | 100  | 41   | 29   | 30   | 19   | 12   | 10   | 18   | 11   | 11   | 6    | 6    | 7    | 11   | 10   | 420   |

## Caractéristiques (Phenom 100EV)
Données de borchure Embraer Phenom 100EV
Caractéristiques générales
- Équipage : un pilote
- Capacité : cinq à sept passagers
- Charge utile : 

  - Max : 755 kg (1664 livres)
  - Full fuel : 253 kg (557 livres)
- Longueur : 12.82 m (42 ft 1 in)
- Envergure : 12.3 m (40 ft 4 in)
- Hauteur : 4.35 m (14 ft 3 in)
- Masse à vide : 3275 kg (7221 livres)
- Masse maximale au décollage : 4800 kg (10582 livres[9])
- Moteur : 2 turboréacteurs Pratt & Whitney Canada PW617F1-E, 7.69 kN (1730 lbs ISA + 8 °C à régime constant) chacun
- Altitude-cabine: 8 000 pieds (2 438 m) à 41 000 pieds (12 497 m)[10]

- Hauteur de la cabine: 1.5 m (4.9 pieds)[11]
- Longueur de la cabine: 3.35 m[11]
- Masse maximale à l’atterrissage: 9 877 lb (4 480 kg)[9]
- Masse maximale sans carburant: 8 885 lb (4 030 kg)[9]
- Capacité de carburant: 2804 livres (1272 kg)[12]

 Performances 
- Vitesse maximale : M 0.70
- Vitesse de croisière : 750 km/h (405 kt)
- Vitesse minimale de contrôle : 97 kt IAS[9]
- V2min: environ 108 kn(TAS/Vv), selon les circonstances[13]
- Distance franchissable : 2,182 km (croisière longue distance -LRC-, 4 occupants de 200 livres (90,718474 kg) , « NBAA IFR reserves with 100 nmi alternate ») (1,178 NM)
- Plafond : 12 497 m (41 000 pieds)
- Consommation horaire[12] (à 1111m, 4 occupants de 91 kg, « NBAA IFR Reserves. SL Takeoff », ISA)
  - première heure - 414 L
  - seconde heure - 292 L
- Distance de décollage: 3,199 ft / 975 m (MTOW, SL, ISA)
- Distance d'atterrissage: 2,430 ft / 741 m (SL, ISA, 4 occupants de 91 kg, « NBAA IFR reserves with 100 nmi alternate »)

Avionique

- Embraer "Prodigy Touch" Flight Deck (sur la base du Garmin G3000)